# Antonio Lanzirotti
(Giovanni Mulè Bertòlo, Caltanissetta e la rivoluzione del 1860)
Antonio Lanzirotti (Caltanissetta, 1º gennaio 1806 – Caltanissetta, 18 gennaio 1888) è stato un politico italiano.

Stemma di famiglia

Fine politico repubblicano e mazziniano è stato storicamente la figura più rappresentativa a Caltanissetta della cultura mazziniana, prima e dopo l'unità d'Italia.
Ebbe una fitta corrispondenza con Mazzini, Garibaldi, Cairoli, Guerrazzi, Crispi ed altri democratici dell'epoca.

## Biografia
Figlio di Diego Lanzirotti e di Nazzarena Russo, Antonio fu il primo di quattro fratelli. Guglielmo Luigi fu il più famoso secondogenito, Maria la terzogenita e Giovanni il quartogenito. Antonio fu nobile per nascita essendo barone di Ganigazzeni, (poi Canicassé) del Regno delle due Sicilie e poi del Regno d'Italia.
Antonio Lanzirotti studiò presso il convitto San Giorgio di Castrogiovanni (oggi Enna) dove studiò diritto, scienze
sociali e storia.
Egli per brevi periodi fu decurione di Caltanissetta dal 28 luglio 1846 al 4 novembre 1846 e dal 1º gennaio 1847 al 14 febbraio 1847. Poi partecipò ai moti rivoluzionari del 1848 come aiutante maggiore della Guardia nazionale. A conseguenza di ciò, durante la restaurazione borbonica, fu costretto a nascondersi diventando latitante per gli anni successivi. Successivamente partecipò all'insurrezione contro i borboni del 1860.
Rifiutò da Garibaldi il ruolo di primo prefetto, non condividendo le modalità con cui la monarchia sabauda aveva "conquistato" il regno delle due Sicilie. Preferì ritirarsi a vita privata in via dei Santi (oggi via Re d'Italia), in una modesta casa del centro di Caltanissetta.
Di quegli anni un suo testo librario ancora in attesa di prima pubblicazione: Un periodo di storia italiana. 1859-1870. In quegli anni egli fu anche uno dei primi sostenitori della costruenda Biblioteca Scarabelli.
Morì nel 1888; alle sue esequie partecipò con sincero e diffuso cordoglio in massa tutta la città di Caltanissetta, indipendentemente da ogni fede politica professata, a testimonianza del grande rispetto e della stima che aveva saputo raccogliere nella sua vita.
Oggi rimane di lui la sua corrispondenza con i personaggi storici del periodo, custodita nella biblioteca comunale Scarabelli.

### Azione politica
I temi della sua azione politica di fervente repubblicano mazziniano furono rivolti a sostenere l'idea che i Plebisciti risorgimentali furono fatti in modo truffaldino.
Sostenne anche l'idea che lo statuto Albertino era imposto a tutti gli italiani senza che questi potessero scegliere con libertà tra la monarchia e la repubblica. Inoltre, egli fortemente criticò l'azione del governo post unitario per l'avidità con cui questi aveva "saccheggiato" le ricchezze e i beni dei siciliani per la sua azione di risanamento dei bilanci sabaudi. Governo questo, sostenne, che non era in grado di realizzare una vera riforma agraria, riforma tanto attesa quanto necessaria per il popolo siciliano.
Descrisse, infine, il problema del banditismo come un esempio di lotta di resistenza di un popolo contro un invasore.
Storicamente egli è rimasto meno noto rispetto al fratello secondogenito Guglielmo Luigi, e nei fatti può essere considerato come "uno che gridava fuori dal coro".

## Opere
- Antonio Lanzirotti, Un periodo di storia italiana. 1859-1870
- Antonio Lanzirotti (barone.), Opinione politiche: cenni sull'ordinamento e reggime amministrativo in Sicilia, 1861.